# Varanda (Martuni)
Varanda (in armeno Վարանդա?, in azero Qaradağlı) è una piccola comunità rurale del distretto di Xocavənd, in Azerbaigian, fino al 2024 appartenente alla regione di Martuni nella repubblica dell'Artsakh (fino al 2017 denominata repubblica del Nagorno Karabakh).
Nel 2005 contava meno di cento abitanti e sorge, in zona prettamente agricola, bagnata dal fiume Khonashen, a pochi chilometri dal capoluogo regionale Martuni lungo la strada statale che porta a Step'anakert.
Non va confusa con l'omonima località, peraltro quasi disabitata dopo la guerra, che si trova nella regione di Hadrut.